# Евгения Алексиева
Евгения Бисерова Алексиева е български политик и политолог от ГЕРБ. Народен представител от ГЕРБ в XLII, XLIII, XLIV, XLV, XLVI, XLVII и XLVIII народно събрание. Била е заместник-председател на Комисията по вероизповеданията и правата на човека, както и член на Комисията по икономическа политика и туризъм в 44-тото НС. Секретар на парламентарната група на ГЕРБ-СДС в 45-ото народно събрание.

## Биография
Евгения Алексиева е родена на 3 октомври 1979 г. в град София, Народна република България. Притежава къща в село Лозен (Софийско).
В периода от 2006 до 2007 г. е главен специалист в дирекция „Сигурност и обществен ред“ в Столична община.